# (4891) Blaga
(4891) Blaga – planetoida z grupy pasa głównego asteroid okrążająca Słońce w ciągu 5 lat i 231 dni w średniej odległości 3,16 j.a. Została odkryta 4 kwietnia 1984 roku w Narodowym Obserwatorium Astronomicznym Rożen. Nazwa planetoidy pochodzi od Błagi Dimitrowej (1922-2003), bułgarskiej poetki i tłumaczki. Przed jej nadaniem planetoida nosiła oznaczenie tymczasowe (4891) 1984 GR. 